# Hornillos
Hornillos es un despoblado que actualmente forma parte del concejo de Lasierra, que está situado en el municipio de Ribera Alta, en la provincia de Álava, País Vasco (España).

## Toponimia
A lo largo de los siglos ha sido conocido también con los nombres de Fornellos, Forniello y San Miguel de Hornillos.

## Historia
Documentado desde 1025 (Reja de San Millán), se desconoce cuándo se despobló. 
A mediados del siglo XIX todavía se conservaba su parroquia, convertida en ermita; y a mediados del siglo XX ya no quedaba ni la ermita, pasando su imagen gótica de San Miguel a la iglesia de Tuyo.